# زنان در آلبانی

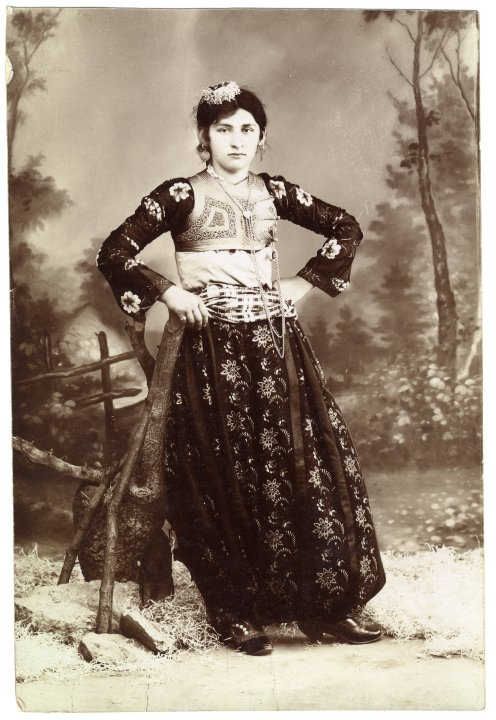
تصویر یک زن آلبانیایی با لباس محلی

زنان در آلبانی زنان ساکن آلبانی یا اهل آلبانی هستند. اولین انجمن زنان در آلبانی در سال ۱۹۰۹ تأسیس شد. زنان آلبانیایی از منطقه شمال غگ در یک جامعه محافظه کار و مردسالار زندگی می‌کنند. در چنین جامعه‌ای سنتی، زنان نقش‌های فرعی را در جوامع غگی دارند که معتقد به «تسلط مردانه» هستند. این علیرغم ورود دموکراسی و پذیرش اقتصاد بازار آزاد در آلبانی، پس از دوره تحت حاکمیت حزب کمونیست کارگر است. فرهنگ گگ آلبانیایی بر اساس قانون ۵۰۰ ساله Lekë Dukagjini است، یک آیین‌نامه سنتی رفتاری غگ، که در آن نقش اصلی زنان مراقبت از کودکان و مراقبت از خانه است.

## تاریخ

#### اجازه حمل اسلحه
طبق یک ستون به تاریخ سال ۱۸۷۷ از مجله The Literary world، زنان در آلبانی اجازه حمل اسلحه داشتند.

#### موقعیت اجتماعی در جامعه سنتی غگ
ادیت دورهام در سال ۱۹۲۸ اشاره کرد که زنان روستایی آلبانیایی در حفظ سنت‌هایی مانند انتقام‌خوانی، مشابه زنان در یونان باستان، محافظه‌کارتر بودند.
قبل از جنگ جهانی دوم، رایج بود که برخی از زنان آلبانیایی غگ به «کنیز زندگی» مردان ساکن در مناطق کوهستانی تبدیل شوند. اهمیتی که مردان غگ برای ازدواج با زنان باکره قائل شده‌اند باعث شده‌است که زنان برای بازگرداندن باکرگی خود پول پرداخت کنند. با وجود خطر ابتلا به عفونت‌ها و التهابات، زنان غگ که از نظر جنسی فعال هستند، در حال انجام عمل جراحی مخفیانه «۲۰ دقیقه ای ساده زنان» برای «باکره شدن دوباره» در شهرهای غگ هستند. همان کلینیک‌ها گزارش می‌دهند که برخی از تازه عروس‌ها توسط شوهرانشان آورده می‌شوند تا باکرگی خود را تأیید کنند زیرا در شب عروسی خود خونریزی نداشته‌اند.
از زنان انتظار می‌رود که به شوهران خود وفادار باشند، اما زنان آلبانیایی متأهل دارایی همسران مرد آنها محسوب می‌شوند. با توجه به اهمیت بیشتر به داشتن پسر نسبت به فرزند دختر، رسم بر این است که زنان باردار آلبانیایی با عبارت «të lindtë një djalë» به معنای «ایشالا پسر باشد» مورد استقبال قرار می‌گیرند.

#### موقعیت اجتماعی در جامعه سنتی لاب
لاب‌های لابریا جامعه ای پدرسالار بودند. در میان مونته نگروها، زنان در لابریا مجبور به انجام تمام کارهای سخت و طاقت فرسا بودند.

#### باکره‌های سوگندخورده غگ
در گذشته، خانواده‌هایی که پدرسالار نداشتند، زنان مجرد آلبانیایی می‌توانستند با «سوگند باکرگی» نقش مرد سرپرست خانواده را بر عهده بگیرند، نقشی که شامل حق زندگی مانند یک مرد می‌شود. حمل اسلحه، داشتن دارایی، امکان حرکت آزادانه، لباس پوشیدن مانند مردان، داشتن نام مردانه در صورت تمایل، ادعای خودمختاری، اجتناب از ازدواج‌های تعیین شده، و در جمع مردان و در عین حال که مانند مردان با آنها رفتار می‌شود.

#### آماده کردن گوشت
زنان در آلبانی مرکزی، به ویژه زنان در البسان و نواحی مجاور، به پختن بالاکومه با طعم شیرین در طول Dita e Veres، یک جشن سالانه بهاری که در ۱۴ مارس جشن گرفته می‌شود، معروف هستند. از سوی دیگر، زنان مسلمان آلبانیایی، به ویژه زنان فرقه بکتاشیه اسلامی، پودینگ معروف به آشوره را از موادی مانند گندم ترک‌خورده، شکر، میوه‌های خشک، آجیل خرد شده و دارچین، پس از روز دهم ماتم، یک دوره زمانی روزه داری می‌پزند.

## حقوق زنان در سیاستهای آلبانی
در قرن نوزدهم، سامی فراشری برای اولین بار ایده آموزش برای زنان را با این استدلال بیان کرد که اگر جامعه را با داشتن زنان تحصیل کرده برای آموزش فرزندانشان تقویت می‌کند. در اواخر قرن نوزدهم، برخی از زنان نخبه شهری که در اروپای غربی تحصیل کرده بودند، نیاز به آموزش بیشتر برای زنان در آلبانی را دیدند. در سال ۱۸۹۱ اولین دبیرستان دخترانه در کورچه توسط سواستی قیریازی و پراشقوی قیریازی تأسیس شد و در سال ۱۹۰۹ اولین سازمان زنان در آلبانی به نام ستاره صبح (Yll'i Mengesit) را با هدف بالا بردن حقوق زنان توسط آنها تأسیس کردند. سطح تحصیلات خود را بالا ببرند.
جنبش زنان در آلبانی با جنگ جهانی اول قطع شد، اما زمانی که آلبانی پس از جنگ به یک کشور مستقل تبدیل شد، دوباره آغاز شد. خواهران قیریازی سازمان Perlindja را در کورچه تأسیس کردند که روزنامه Mbleta را منتشر می‌کرد. در سال ۱۹۲۰، Marie Çoba سازمان محلی زنان Gruaja Shqiptare را در شکدر تأسیس کرد، که پس از آن چندین سازمان محلی دیگر با همین نام در Korçë، Vlorë و Tirana دنبال شد. در سال ۱۹۲۰، Urani Rumbo و دیگران Lidhja e Gruas (اتحادیه زنان) را در جیروکاستر، یکی از مهم‌ترین سازمان‌های فمینیستی که آزادی زنان آلبانیایی و حق تحصیل را ترویج می‌کرد، تأسیس کردند. آنها با انتشار بیانیه ای در روزنامه دریتا به تبعیض علیه زنان و شرایط اجتماعی اعتراض کردند. در سال ۱۹۲۳ رامبو همچنین بخشی از کارزاری بود که به دختران اجازه می‌داد در لیسیوم «پسران» جیروکاستر شرکت کنند. جنبش زنان آلبانی توسط زنان نخبه شهری تحصیل کرده که از فمینیسم دولتی ترکیه تحت رهبری کمال آتاتورک الهام گرفته بودند حمایت می‌شد.
در طول سلطنت زوگ اول آلبانی (۱۹۲۸–۱۹۳۹)، حقوق زنان توسط دولت تحت سازمان دولتی ملی Gruaja Shiqiptare حمایت می‌شد، که سیاست مترقی را ترویج می‌کرد و حق تحصیل و زندگی حرفه ای و ممنوعیت را برای زنان تضمین می‌کرد. گوشه نشینی زنان در حرمسرا و پشت حجاب؛ حقوق برابر ارث، طلاق، و ممنوعیت ازدواج‌های ترتیبی و اجباری و نیز تعدد زوجات. با این حال، در عمل این سیاست مترقی فقط مربوط به نخبگان شهرهای جهان وطنی بود و تأثیر کمی در زندگی اکثریت زنان آلبانی داشت.
حق رای محدودی برای زنان در سال ۱۹۲۰ اعطا شد و زنان در سال ۱۹۴۵ از حق رای کامل برخوردار شدند. در دولت کمونیستی آلبانی، ایدئولوژی رسمی برابری جنسیتی ترویج شد. در اولین انتخابات دموکراتیک پس از سقوط کمونیسم، تعداد نمایندگان زن در پارلمان از ۷۵ نماینده در آخرین پارلمان آلبانی کمونیستی به ۹ نفر کاهش یافت. در یک دوره پرتلاطم پس از ۱۹۹۱ موقعیت زنان بدتر شد. در بین آلبانیایی‌ها تعصبات مذهبی وجود دارد که در مورد مسلمانان گاهی اوقات به این معنی است که زنان به نقش سنتی مادر و خانه‌دار عقب رانده می‌شوند. تا سال ۲۰۱۳، زنان ۲۲٫۹ درصد از مجلس را تشکیل می‌دادند.

## ازدواج، باروری و زندگی خانوادگی
نرخ باروری کل ۱٫۵ فرزند متولد شده به ازای هر زن (تخمین سال ۲۰۱۵) است که کمتر از نرخ جایگزینی ۲٫۱ است. میزان شیوع پیشگیری از بارداری بسیار بالا است: ۶۹٫۳٪ (۲۰۰۸/۰۹). اکثر زنان آلبانیایی خانواده خود را در اوایل و اواسط دهه بیست شروع می‌کنند: تا سال ۲۰۱۱، میانگین سنی در اولین ازدواج برای زنان ۲۳٫۶ و برای مردان ۲۹٫۳ بود.
در برخی از مناطق روستایی آلبانی، ازدواج‌ها هنوز ترتیب داده می‌شود، و جامعه به شدت مردسالار و سنتی است که تحت تأثیر مجموعه سنتی ارزش‌های کانون قرار دارد. شهرنشینی آلبانی در مقایسه با سایر کشورهای اروپایی پایین است: ۵۷٫۴٪ از کل جمعیت (۲۰۱۵). اگرچه ازدواج اجباری عموماً مورد تأیید جامعه نیست، اما "پدیده ای شناخته شده در کشور، به ویژه در مناطق روستایی و دورافتاده" است و دختران و زنان در این مناطق "بسیار به دلیل ذهنیت مردسالارانه و پدرسالارانه یا فقر مجبور به ازدواج می‌شوند.
سقط جنین در آلبانی در ۷ دسامبر ۱۹۹۵ به‌طور کامل قانونی شد. سقط جنین در صورت تقاضا تا هفته دوازدهم بارداری قابل انجام است. زنان باید به مدت یک هفته قبل از عمل تحت مشاوره قرار گیرند و بیمارستان‌هایی که سقط جنین انجام می‌دهند، اجازه ندارند اطلاعاتی را در مورد زنانی که تحت درمان قرار داده‌اند، در اختیار عموم بگذارند.
در زمان حکومت انور خوجه، آلبانی کمونیستی سیاست ناتالیستی داشت که زنان را به سقط جنین غیرقانونی یا وادار کردن آنها به خودی سوق می‌داد. در نهایت این کشور دارای دومین نرخ مرگ و میر مادران در تمام اروپا بود و تخمین زده شد که ۵۰ درصد از تمام بارداری‌ها به سقط جنین ختم می‌شود.

## اشتغال
در دوران کمونیست، زنان به صورت گسترده وارد مشاغل دستمزدی شدند. دوره گذار در آلبانی با تغییرات سریع اقتصادی و بی‌ثباتی مشخص شده‌است. بازار کار با بسیاری از مشکلاتی که در اکثر اقتصادهای در حال گذار مشترک است، مانند از دست دادن مشاغل در بسیاری از بخش‌ها، که به اندازه کافی با بخش‌های نوظهور جبران نشد، مواجه است. در سال ۲۰۱۱، نرخ اشتغال برای زنان جوان ۵۱٫۸ درصد بود، در حالی که برای مردان جوان ۶۵٫۶ درصد بود.

## تحصیل
در اواخر سال ۱۹۴۶، حدود ۸۵ درصد مردم بی سواد بودند، عمدتاً به این دلیل که مدارسی که به زبان آلبانیایی استفاده می‌کردند، قبل از استقلال در سال ۱۹۱۲، عملاً در این کشور وجود نداشتند. تا اواسط قرن نوزدهم، حاکمان عثمانی این را ممنوع کرده بودند. استفاده از زبان آلبانیایی در مدارس رژیم کمونیستی اولویت بالایی به آموزش می‌داد که شامل الفبای جمعیت و همچنین ترویج ایدئولوژی سوسیالیستی در مدارس می‌شد. در سال ۲۰۱۵، نرخ باسوادی زنان فقط اندکی کمتر از مردان بود: ۹۶٫۹ درصد زن در مقایسه با ۹۸٫۴ درصد مرد.

## خشونت علیه زنان
در سال‌های اخیر، آلبانی اقداماتی را برای رسیدگی به موضوع خشونت علیه زنان انجام داده‌است. این شامل تصویب قانون شماره ۹۶۶۹/۲۰۰۶ (قانون اقدامات علیه خشونت در روابط خانوادگی) و تصویب کنوانسیون استانبول بود.

## زنان مشهور آلبانیایی
- جانفیسه ککو (۱۹۲۸–۲۰۰۷)، نخستین کارگردان زن آلبانیایی
- موسینه کوکالاری (۱۹۱۷–۱۹۸۳)، نخستین نویسنده زن آلبانی
- اورانی رامبو (۱۸۹۵-۱۹۳۶)، کنشگر و فمینیست آلبانیایی
- الینا دونی (زاده ۱۹۸۱)، خواننده و آهنگساز جاز سوئیسی-آلبانیایی
- ارمونلا یاهو (زاده ۱۹۷۴)، خواننده اپرا با صدای سوپرانو
- بسیانا کاداره، سفیر آلبانیایی در سازمان ملل، معاون مجمع عمومی سازمان ملل متحد و سفیر در کوبا
- هلنا کاداره (زاده ۱۹۴۳)، نویسنده، فیلمنامه‌نویس و مترجم
- اینوا مولا (زاده ۱۹۶۳)، خواننده سوپرانو اپرا لیریک
- الیسا اسپیروپالی (زاده ۱۹۸۳)، وزیر امور خارجه آلبانی در روابط با پارلمان
- لیلیانا پر (زاده ۱۹۶۲)، مهندس انفورماتیک. ناشر. نویسنده IIT خبره